# 多肥
多肥（たひ）は高松市中部にある一地区で、高松市役所多肥出張所の管内。多肥上町、多肥下町、出作町の3町からなる。かつては全域が「香川郡多肥村」（たひむら）として存在し、1956年9月30日に高松市に編入された。

## 地理
地区は高松市中部に位置し、高松市郊外に位置する南北に長い地区である。人口は2010年時点で1万2076人（男5889人/女6187人）、世帯数は4782世帯であり、1990年代以降は人口増加が著しい。面積は4.04km2で高松市の地区の中では仏生山に次ぎ2番目に狭く、したがって人口密度も1平方キロメートルあたり3150.25人と高松市郊外の地区の中では太田、木太、に次ぎ第3位の高さである。

### 地形
全域が高松平野の一部であるため、大きな起伏は存在しない。ただし、扇状地を形成する高松平野の特性上、地区の南に行けば行くほど標高は上がり、同時に斜度もきつくなる。
- 山：なし
- 川：なし
- 湖沼：住蓮寺池

### 土地利用
かつて地区内は基本的に田の広がる田園地帯であり、散村状に民家が点在していたが、特に北部は区画整理（太田第2土地区画整理事業、事業主：高松市）が行われた影響で、高松市中心部のベッドタウンとして人口が急増し、ロードサイド店や住宅が多く立地している。それでも地区の大部分にあたるそれ以外の地域は、これまで市街化調整区域であったため農地転用による開発が制限されていたが、2004年に県によってその線引きが撤廃された影響で農地だった土地が次々と宅地化しており、意図的に道路や下水道などのインフラ整備が行われていなかったこれら地域のスプロール化や高松市全体の地盤沈下などが懸念されている。

### 人口
| \| 2002年（平成14年） \| 9,504人 \| \| \| 2003年（平成15年） \| 9,552人 \| \| \| 2004年（平成16年） \| 9,762人 \| \| \| 2005年（平成17年） \| 10,326人 \| \| \| 2006年（平成18年） \| 10,576人 \| \| \| 2007年（平成19年） \| 10,994人 \| \| \| 2008年（平成20年） \| 11,502人 \| \| \| 2009年（平成21年） \| 11,806人 \| \| \| 2010年（平成22年） \| 12,076人 \| \| |          |  |
| 高松市 / 登録人口（10月1日時点） |          |  |
| 2002年（平成14年） | 9,504人  |  |
| 2003年（平成15年） | 9,552人  |  |
| 2004年（平成16年） | 9,762人  |  |
| 2005年（平成17年） | 10,326人 |  |
| 2006年（平成18年） | 10,576人 |  |
| 2007年（平成19年） | 10,994人 |  |
| 2008年（平成20年） | 11,502人 |  |
| 2009年（平成21年） | 11,806人 |  |
| 2010年（平成22年） | 12,076人 |  |

### 隣接する地域
- 北・西：高松市太田地区
- 南：高松市仏生山地区、浅野地区
- 東：高松市林地区、三谷地区

### 高松市多肥出張所管内
- 多肥上町 761-8076
- 多肥下町 761-8075
- 出作町 761-8077

## 歴史

### 年表
高松市編入以前は「多肥村」を参照
- 1956年（昭和31年）9月30日 - 香川郡多肥村が高松市に合併（高松市第5次合併）。この区域を以って高松市多肥地区成立。
  - 旧大字の区域を継承した多肥上町、多肥下町、出作町の3町を設置。
  - 高松市多肥出張所が開所。
  - 多肥村立多肥小学校が高松市立多肥小学校に改称。
  - 多肥村立多肥中学校が高松市立多肥中学校に改称。
- 1963年（昭和38年）4月1日 - 市立多肥中学校ほか2校（市立三渓中学校、市立仏生山中学校）を廃し、地区内に新設の市立龍雲中学校へ統合。
- 1987年（昭和62年）2月20日 - 太田第2土地区画整理事業開始。
- 1995年（平成7年）4月1日 - 香川県立高松桜井高等学校開校。
- 2009年（平成21年）3月16日 - 高松南警察署が花ノ宮町より当地区内に移転。
- 2009年（平成21年）3月29日 - 太田第2土地区画整理事業の道路整備が完成し、竣工式が行われる。
- 2010年（平成22年）4月1日 - 高松市南消防署が鶴尾地区より当地区内に移転。

### 町名の変遷
| 実施後   | 実施年月日      | 実施前     |
| -------- | --------------- | ---------- |
| 多肥上町 | 昭和31年9月30日 | 大字上多肥 |
| 多肥下町 | 昭和31年9月30日 | 大字下多肥 |
| 出作町   | 昭和31年9月30日 | 大字出作   |

## 経済
高松市の平均と比較して第二次産業従事者（+2.1%）の割合がやや高く、第一次産業（-0.7%）及び第三次産業（-1.4%）従事者の割合がやや低くなっている。

### 第一次産業
- 就業者数：136人、構成比：2.8%（2005年国勢調査）[3]

地区内には多くの農地が存在し、主に稲作を中心とした農業が行われている。しかし、特に区画整理が行われた北部では農地が次々と宅地に転用され、その他の場所でも市道多肥上町19号線（市道上福岡多肥下町線の連続道路）や県道147号太田上町志度線バイパスなど新たな道路建設が進むにつれて農地が減少する傾向にある。

### 第二次産業
- 就業者数：1058人、構成比：21.5%（2005年国勢調査）[3]

地区内に大規模な第二次産業集中地帯は無いが、中小の工場が点在している。かつては雪印乳業の高松工場があったが、2000年の雪印集団食中毒事件による業績悪化で市乳工場の整理の対象となり、同社の牛乳事業を引き継いだ日本ミルクコミュニティ（ともに現・雪印メグミルク）には引き継がれず2002年に閉鎖された。

### 第三次産業
- 就業者数：3722人、構成比：75.7%（2005年国勢調査）[3]

市道上福岡多肥下町線・市道多肥上町19号線などの新たに建設された4車線道路沿いにロードサイド店が多く立地している。
- JA香川県多肥支店

主な商業施設
- パワーシティレインボー店
- ケーズデンキ高松本店 - 中四国の運営会社であるビッグ・エス本社を併設している。
- グランデリーズ太田店 - マルヨシセンターの上級ブランド1号店として2016年にリブランド。
- ラ・ムー高松中央店
- エブリイ高松レインボー店

## 教育
地区内の小学校は市立多肥小学校が存在し、中学校は市立龍雲中学校が存在する。小学校区は多肥小学校が地区の大部分にあたる県道164号三谷香川線以北を校区としており、また地区外の上林町の一部も校区としている。残る県道164号線以南の地域は仏生山小学校の校区である。中学校区は全域が地区内にある龍雲中学校の校区となっている。
高等学校
- 香川県立高松桜井高等学校

小学校・中学校
太字の校名は地区内に位置する学校で、それ以外は地区内には位置しないが校区が地区内にかかっている学校。
- 高松市立多肥小学校
- 高松市立仏生山小学校
- 高松市立龍雲中学校

幼稚園・保育所
- 市立多肥幼稚園
- 市立多肥保育所
- 私立マリア幼稚園
- 私立保育園アルペジオ多肥下町園

## 行政
この地区は1956年以降高松市の一部であるため地区単独での自治権はもたない。この地区の行政サービスの中心としては高松市林出張所があり各種住民サービスに対応している。またそこは公民館も兼ねていて多肥コミュニティセンターとして地域交流・生涯学習の中心となっている。
主な行政施設
- 高松市多肥出張所
- 香川県高松南警察署
- 香川県警機動隊
- 高松市南消防署
- 香川県高松土木事務所

## 生活
公共施設
- 多肥コミュニティセンター（公民館）
- 多肥北公園
- 多肥南公園
- 多肥東公園
- 多肥西公園
- 多肥日暮小公園
- 彦作池公園

医療機関
- 香川県済生会病院

## 交通
地区内は区画整理の行われた北部を中心に道路事情が良く、また南部に対しても多車線の幹線道路の整備計画があるため、計画通りに行けば今後更に地区内の道路事情は向上する予定である。それに対し、公共交通機関においては地区内に駅が存在せず、バス路線も市道上福岡多肥下町線と香川県道147号太田上町志度線バイパスを通る1線のみであり、残る西部・中部・南部に至っては地区外の太田駅、仏生山駅に近い地域を除くと利用可能な公共交通機関が全く存在しない。

### 道路
地区内の道路は北部が市道朝日町仏生山線や市道上福岡多肥下町線、県道147号太田上町志度線バイパスなど4車線の幹線道路と区画整理済みの規則的な生活道路で構成され、南部・西部が県道12号三木国分寺線など対面通行の幹線道路と線形の不規則な農道を中心とした生活道路で構成されている。市道朝日町仏生山線と県道147号太田上町志度線バイパスは2010年現在整備中で、現在は北方面と東方面から来たこれら幹線道路は地区内で行き止まりになる形になっているが、将来的に南方面は仏生山まで、西方面は国道193号や国道32号まで貫通する計画である。これらが完成すれば高松市中部に位置する当地区は市内の他地区からのアクセスが飛躍的に向上する。
主要地方道
- 香川県道12号三木国分寺線

その他県道
- 香川県道147号太田上町志度線
- 香川県道147号太田上町志度線バイパス
- 香川県道164号三谷香川線
- 香川県道166号岩崎高松線（仏生山街道）

市道
- 高松市道朝日町仏生山線
- 高松市道上福岡多肥下町線
- 高松市道多肥上町19号線（上記市道上福岡多肥下町線の連続道路）

### 鉄道
地区の西にはことでん琴平線の線路が通っているが地区内に駅は存在しない。最寄の駅としてはその琴平線の太田駅と仏生山駅が挙げられ、それぞれの駅に近い多肥下町の南西部、多肥上町の北西部、出作町の南西部では鉄道を利用することが可能である。しかし、それら駅を利用可能な場所は地区のごく一部であるため、やはり多肥地区の代表駅的性格は持たない。なお、県道147号バイパスがオーバークロスする地点に新駅を建設する構想がある。
- なし

### バス
地区内を通るバス路線はことでんバスのサンメッセ・川島・西植田線のレインボー通り経由便と伏石駅サンメッセ線が存在する。
ことでんバス
- サンメッセ・川島・西植田線レインボー通り経由便（64・65）：アイアイイスズ・ドリーム前 - ふーずらんど前 - パワーシティ・レインボー店前 - 香川県済生会病院・高松桜井高校前 - 桜木神社前
- 伏石駅サンメッセ線：香川県警機動隊前 - パワーシティ・レインボー店前 - 香川県済生会病院・高松桜井高校前 - 桜木神社前

## メディア

### 放送
ケーブルテレビ
- ケーブルメディア四国（高松ケーブルテレビ）

地上波テレビ放送
基本的に高松市東部古高松地区の前田山にある高松局を受信する。そのほか、古い建物などでは岡山県玉野市の金甲山にある岡山局を受信している世帯もあるが、それらの世帯でもほとんどは加えて高松局も受信している。高松局を受信する場合はアナログ放送でもUHFアンテナ1本で全チャンネルが受信できるが、アナログ放送において岡山局を受信する場合はUHFアンテナとVHFアンテナの2本が必要だった。なお、デジタル放送は全てUHFアンテナ1本で済む。
| 局名                 | 局名                 | NHK高松 | NHK高松 | NHK岡山 | NHK岡山 | RNC  | KSB  | RSK  | OHK  | TSC  | 出力            | 偏波面 | 送信 場所 |
| 局名                 | 局名                 | 総合    | 教育    | 総合    | 教育    | RNC  | KSB  | RSK  | OHK  | TSC  | 出力            | 偏波面 | 送信 場所 |
| デジタルリモコン番号 | デジタルリモコン番号 | 1ch     | 2ch     | 1ch     | 2ch     | 4ch  | 5ch  | 6ch  | 8ch  | 7ch  | 出力            | 偏波面 | 送信 場所 |
| -------------------- | -------------------- | ------- | ------- | ------- | ------- | ---- | ---- | ---- | ---- | ---- | --------------- | ------ | --------- |
| 高松                 | デジタル             | 24ch    | 13ch    | -       | -       | 15ch | 17ch | 21ch | 27ch | 18ch | NHK1kW/民放500W | 水平   | 前田山    |
| 高松                 | アナログ             | 37ch    | 39ch    | -       | -       | 41ch | 33ch | 29ch | 31ch | 19ch | NHK10kW/民放5kW | 水平   | 前田山    |
| 岡山 (北讃岐)        | デジタル             | (24ch)  | (13ch)  | 32ch    | 45ch    | 20ch | 30ch | 21ch | 27ch | 18ch | 2kW(200W)       | 水平   | 金甲山    |
| 岡山 (北讃岐)        | アナログ             | -       | -       | 5ch     | 3ch     | 9ch  | 25ch | 11ch | 35ch | 23ch | V10kW/U20kW     | 水平   | 金甲山    |

| AMラジオ放送 - NHK高松第1放送：1368kHz（高松局 出力5kW） - NHK高松第2放送：1035kHz（高松局 出力1kW） - 西日本放送ラジオ：1449kHz/90.3MHz（高松局 出力5kW） | FMラジオ放送 - NHK高松FM放送：86.0MHz（高松局 出力1kW） - FM香川：78.6MHz（高松局 出力1kW） - FM高松：81.5kHz（コミュニティ放送 出力20W） |

県外波
| - NHK岡山第1放送：603kHz（岡山局 出力5kW） - NHK岡山第2放送：1386kHz（岡山局 出力5kW） - RSKラジオ：1494kHz（岡山局 出力10kW） - NHK大阪第1放送：666kHz（大阪局 出力100kW） - NHK大阪第2放送：828kHz（大阪局 出力300kW） - MBSラジオ：1179kHz（大阪局 出力50kW） - 朝日放送ラジオ：1008kHz（大阪局 出力50kW） - ラジオ大阪：1314kHz（大阪局 出力50kW） | - NHK岡山FM放送：88.7MHz（岡山局 出力1kW） - FM岡山：76.8MHz（岡山局 出力1kW） |

## 名所・旧跡・観光・レジャー
地区内に主だった観光施設はない。
- 高木城 - 天正年間の城で城主は乃生孫兵衛元忠（戦国時代）